# Margaret Alva
Margaret Alva (Mangalore, 14 de abril de 1942) es una política india, candidata de la oposición para la 14.ª elección a la vicepresidencia. 
Alva se desempeñó como gobernadora de Goa, gobernadora de Guyarat, gobernadora de Rayastán y gobernadora de Uttarakhand hasta el final de su mandato en agosto de 2014. Anteriormente se desempeñó como Ministra del Gabinete. Ella asumió el cargo en Rayastán, en el mandato del gobernador de Punjab, Shivraj Patil. 
Antes de ser nombrada gobernadora, fue una figura destacada en el Congreso Nacional Indio y fue Secretaria Adjunta del Comité del Congreso de Toda la India. Su suegra, Violet Alva, fue vicepresidenta segunda de Rajya Sabha en la década de 1960.
El 17 de julio de 2022, la Alianza Progresista Unida junto con otros partidos de oposición la nominaron para el puesto de Vicepresidenta de India en las elecciones de 2022, aunque su nominación es meramente simbólica.

## Carrera política
En noviembre de 2008, Alva dijo que los escaños del Congreso para las elecciones en Karnataka estaban abiertos a los postores en lugar de estar sujetos a nombramientos meritocráticos. El Congreso negó sus afirmaciones y una reunión con la presidenta del partido, Sonia Gandhi, resultó en la renuncia de Alva o en su destitución de sus numerosas responsabilidades oficiales en el partido. Posteriormente, Alva arregló sus diferencias con el liderazgo del Congreso. Se ha negado a entrar en detalles sobre la controversia de 2008, incluso cuando su carta de renuncia sigue siendo objeto de especulaciones en los medios.
El 6 de agosto de 2009, Alva se convirtió en la primera mujer gobernadora de Uttarakhand. Aunque dijo entonces que estaba entusiasmada con los desafíos que enfrenta el estado naciente, se encontró marginada fuera de la política nacional y frustrada por el gobierno estatal del Bharatiya Janata Party. Permaneció en el cargo hasta mayo de 2012, momento en el que fue nombrada gobernadora de Rayastán, que era una región más importante en términos políticos. De su paso por Uttarakhand, Alva dijo que "la quietud me permitió recargar las pilas e incluso tener algo de tiempo para trabajar en mi biografía". No se espera que la autobiografía aparezca hasta después de su retiro.
El traslado a Rayastán relevó a Shivraj Patil, el gobernador de Punjab, de su responsabilidad adjunta temporal para ese estado que había surgido debido a la muerte del gobernador en ejercicio, Prabha Rau, en abril de 2010.